# Théâtre Lepic
Théâtre Lepic je divadlo sídlící na adrese 1 Avenue Junot v 18. obvodu v pařížské čtvrti Montmartre. Divadelní společnost byla založena v roce 1954 pod názvem Théâtre du Tertre. V roce 1983 se majitelem divadla stal režisér Claude Lelouch. Od roku 2018 divadlo vlastní jeho dcera Salomé Lelouch, která jej přejmenovala na Théâtre Lepic.

## Historie
Původní název zněl Théâtre du Tertre. Bylo to nejvýše položené divadlo v Paříži, vchod byl v té době na druhé straně budovy, na Rue Lepic 81.
V roce 1983 se majitelem divadla stal režisér Claude Lelouch, když zde natáčel film Édith a Marcel, pro který sloužilo jako kulisa. Divadlo nechal kompletně přestavět a vyzdobit ve stylu 20. let 20. století. Chvíli se jmenovalo Studio 13, poté Ciné 13 Théâtre. Několik let fungovalo jako kino, kde režisér uváděl své filmy i v předpremiéře.
V roce 2000 byl sál změněn na divadlo.
V roce 2003 se vedení divadla ujala jeho dcera Salomé Lelouch. Bývalá herečka se věnuje režii, psaní a produkci vystoupení. Její hry jako La Dame de chez Maxim s Rachel Arditi, Raphaële Moussafir a Nicolasem Martinezem (2006) a Qu’est-ce qu’on attend ? se Sarah Biasini, Benjaminem Bellecourem a Rachel Arditi (2009) měly přes dvě stě repríz.
Od roku 2006 se v divadle koná experimentální festival krátkých divadelních forem „Mises en capsules", kde začátečníci nebo známí režiséři (Patrick Chesnais, Niels Arestrup aj.) představují půlhodinová díla, pět představení za večer, po několik večerů.
V roce 2009 Salomé Lelouch uskutečnila světový rekord v nejdelším koncertu. Mezi 17. a 18. květnem zde kanadský pianista Chilly Gonzales hrál 27 hodin 3 minuty a 44 sekundy
V roce 2013 v divadelní adaptaci románu Grégoire Delacourta La Liste de mes envies získal herec Mikaël Chirinian cenu Molière seul(e) en scène.
V roce 2018 koupila Salomé Lelouch divadlo od svého otce a přejmenovala jej na Théâtre Lepic. Po úpravách má sál kapacitu 150 míst, styl art deco interiéru zůstal.
Divadlo také nabízí programy pro mladé publikum, akustické koncerty, hudební představení, divadelní festivaly a festivaly krátkých filmů.